# Saně na Zimních olympijských hrách 1998
Jízda na saních na Zimních olympijských hrách 1998 v Naganu.

## Medailové pořadí zemí
| Pořadí | Země                         | Zlato | Stříbro | Bronz | Celkově |
| ------ | ---------------------------- | ----- | ------- | ----- | ------- |
| 1.     | Německo (GER)                | 3     | 1       | 1     | 5       |
| 2.     | Spojené státy americké (USA) | 0     | 1       | 1     | 2       |
| 3.     | Itálie (ITA)                 | 0     | 1       | 0     | 1       |
| 4.     | Rakousko (AUT)               | 0     | 0       | 1     | 1       |
|        | Celkem                       | 3     | 3       | 3     | 9       |

## Medailisté

### Muži
| Disciplína  | Zlato                                         | Výkon    | Stříbro                                                    | Výkon    | Bronz                                                        | Výkon    |
| ----------- | --------------------------------------------- | -------- | ---------------------------------------------------------- | -------- | ------------------------------------------------------------ | -------- |
| jednotlivci | Georg Hackl · Německo (GER)                   | 3:18,436 | Armin Zöggeler · Itálie (ITA)                              | 3:18,939 | Jens Müller · Německo (GER)                                  | 3:19,093 |
| dvojice     | Stefan Krausse a Jan Behrendt · Německo (GER) | 1:41,105 | Chris Thorpe a Gordon Sheer · Spojené státy americké (USA) | 1:41,127 | Mark Grimmette a Brian Martin · Spojené státy americké (USA) | 1:41,217 |

### Ženy
| Disciplína    | Zlato                              | Výkon    | Stříbro                                 | Výkon    | Bronz                               | Výkon    |
| ------------- | ---------------------------------- | -------- | --------------------------------------- | -------- | ----------------------------------- | -------- |
| jednotlivkyně | Silke Kraushaarová · Německo (GER) | 3:23,779 | Barbara Niedernhuberová · Německo (GER) | 3:23,781 | Angelika Neunerová · Rakousko (AUT) | 3:24,253 |